# Smicridea nigerrima
Smicridea nigerrima är en nattsländeart som beskrevs av Oliver S. Flint Jr. 1983. Smicridea nigerrima ingår i släktet Smicridea och familjen ryssjenattsländor. Inga underarter finns listade i Catalogue of Life.